# WACCA
『WACCA』（ワッカ）は、マーベラスにより開発・販売されたアーケードゲーム。オンライン稼働期間は2019年7月18日 - 2022年8月31日。現在はオフラインのみでの稼働。

## 概要
日本最大のハードコアテクノの楽曲グループであるHARDCORE TANO*Cとの協業タイトルで、マーベラスとしては初となるアーケード向け音楽ゲームである。
筐体には、丸い画面の周りに高精度LED付きの360度のタッチパネル「ワッカコンソール」が搭載され、タップやホールド、奥から手前にスナップ、右から左にスライドしながらプレイする。また、専用のサウンドシステムやイヤフォンジャックも搭載されている。
ネットワークシステムにはセガ（2020年3月まではセガ・インタラクティブ）のALL.Netを採用し、Aime・バナパスポート及びAmusement ICを使用することでデータの保存などが可能としていた（オフライン移行後は利用不可）。

## イメージキャラクター
エリザベス
声 - 大西沙織
発表当初からのイメージキャラクター。
リリィ
声 - 青木志貴
『WACCA Lily』より追加。
ルーン
声 - 河瀬茉希
『WACCA Reverse』より追加。

## 歴代バージョン
WACCA
2019年7月18日に稼働開始。キャッチコピーは『ワッカで遊ぶタノシー！リズムゲーム登場!』。

WACCA S
2020年1月23日実施のオンラインアップデートより稼働開始。キャッチコピーは『音と光が旋回する!』。初のメジャーアップデートとなる。主な調整点を以下に記す（一部抜粋）。
- 「BPM表記実装」
- 「スコアのベストを更新した際のリザルトに『New Records!』の表示追加」[6]
- 「楽曲難易度選択後でも前の画面に戻れる仕様へ変更」
- 「マルチプレイの際に各筐体の楽曲スタートタイミングがズレないよう調整」
- 新モードとして「ステージアップ」「ショップ」、新システムに「ゲート」が新たに搭載された[6]。WACCA Sの稼働に伴い、一部楽曲の難易度変更も行われた。

WACCA Lily
2020年9月7日実施のオンラインアップデートより稼働開始。キャッチコピーは『ここだけの音世界　あなたと。』。2回目のメジャーアップデートとなる。主な新要素を以下に列記する。
- 電子マネー対応（店舗側での対応が必要なため全店舗で使えるわけではない。）
- レーティング機能追加
- コンティニュー機能追加
- 難易度細分化(従来の表記に加え10+などの難易度が追加された)
- ゲーム内通貨のWACCAポイントがLilyポイントへと名称変更(その際所持していたWACCAポイントは破棄されLilyポイントへと引き継ぐことはできない)
- その他ユーザーインターフェースの大幅改良などが行われた

WACCA Lily R
2021年3月11日実施のオンラインアップデートより稼働開始。キャッチコピーは『つながるひろがる』。3回目のメジャーアップデートとなる。主な新要素を以下に列記する。
- フレンド機能追加
- 新ノーツ「Rノーツ」追加（スコアが通常の2倍、理論値は変更なし）
- オススメ機能追加（ジャンルとして曲選択画面に追加）
- ブーストバッジ購入特典追加（今までの効果に加えてEXPERTチケットの効果の追加）
- 難易度解禁条件緩和
- 楽曲選択画面の細かなリニューアル
- アールBOX追加

WACCA Reverse
2021年8月10日実施のオンラインアップデートより稼働開始。キャッチコピーは『さあ、ぼくと遊ぼうか』。4回目のメジャーアップデートとなる。
- 新規楽曲を大幅追加。
- 新ナビゲーター「ルーン」を追加。
- 新機能「WACCA BINGO」与えられたミッションを、クリアすることで、さまざまな報酬をゲットすることができる。
- 制限時間内なら曲数に制限なく遊べる「シングルモード(フリータイム)」を追加。
- CO-OPモードをリニューアル。
- 楽曲選択、オプション、リザルト画面をリニューアル。
- リバースBOXを追加。

## オンラインサービス終了後の対応
WACCAは段階的に各種オンラインサービスを終了させ、2022年8月31日にはゲームのオンラインサービスを終了。同年9月1日よりオフラインサービスへ移行された。
オンラインサービス終了後に利用不可になるもの
- Aimeカード、バナパスポートカード、アミューズメントICカードに対応したICカードの読み取り、セーブデータの使用。
- 公式HP上の遊べるお店の閲覧。
- 公式HP上のマイページの閲覧。

オフラインサービスで引き続き利用可能なもの
- オフライン版WACCAの起動（シングルプレイ、マルチプレイ、ステージアップ、フリータイム）。
- WACCA公式SNS、公式HPの閲覧。

## 収録アーティスト、楽曲などについて
WACCAにはHARDCORE TANO*Cのコンポーザーによる楽曲を中心に、様々な楽曲が定期的に追加されている。版権曲の他、音楽ゲームへの収録は初となる2.5次元舞台の楽曲も収録されている。また、HARDCORE TANO*Cクルーの楽曲は全編試聴動画がYouTubeアカウントから投稿されている。
ジャンルは｢アニメ／POP｣｢ボカロ｣｢東方アレンジ｣｢2.5次元｣｢バラエティ｣｢オリジナル｣｢TANO*C｣の7種。公式サイトではジャンル「TANO*C」と「TANO*C（オリジナル）」が区別されて記載されている。

## 制作

### 背景
もともと子ども向けのゲームを強みとしていたマーベラスは、第2・第3の柱の一環としてプライズゲーム機『トライポッド』を制作し、成功を収めており、本作は同社による新たなる挑戦をするという目的で開発された。
開発プロデューサーの横山達也は、本作のジャンルを音楽ゲームにした理由として、自分が好きだったからというのが大きかったと2018年の10月19日のオープニングイベントの中で話している。

### 開発
本作の開発は2017年ごろに開始され、コンセプトが固まっていない段階からHARDCORE TANO*Cを起用することが決まった。
HARDCORE TANO*Cを起用したのは、横山が彼らのファンだったことに加え、彼らが音楽活動だけにとどまらず、楽しいことを積極的に挑戦していく姿が横山にとって魅力的であり、彼ら自身がプレイヤーであるという点が挙げられる。
HARDCORE TANO*Cは本作以外にも、音楽ゲームへの楽曲提供を積極的に行っているが、全面的に開発にかかわるのは本作が初めてとなる。
開発初期の筐体デザインは、最終的な形に至るまで20種類の試作が重ねられ、彼らがDJであるということにちなんでDJ卓をモチーフするという案もあった。最終的なデザイン案が固まってからは、『CircuRing』(サーキュリング)というタイトルで開発がされていた。
「WACCA」というタイトルも紆余曲折の末につけられたものであり、良い意味で違和感があるものがよいということで選ばれた。
横山は「あえて音楽的な要素は入れなかったことでほかのタイトルとの差別化ができて，輪っかのような外見にかかっているという分かりやすさもある。いい名前になったと思います。」とオープニングイベントの中で振り返っている。
細かいシステムを踏まえたうえで、ノーツの譜面と楽曲を並行して制作することも、HARDCORE TANO*Cにとって初めての試みとなった。
メンバーのDJ Genkiは並行制作の利点について「『こんな（ノーツの）叩かせ方をしたいから，こういうフレーズを入れよう』という感じで，フレーズが浮かびやすいところですね。」と話しており、REDALiCEも「曲の展開を細かくしなくても，ゲームとして面白いものが成立させやすいとは思っていて。」とこの試みを肯定的に受け止めている。
多くの音楽ゲームにおいてはテンポが速い曲ほど難易度が上がるのに対し、本作は360度のタッチパネルを生かす形で、テンポ以外の要素で難易度を調節できるようになった。これにより、「Poseidon」のようにテンポが遅い曲を高難易度に設定することができた。

### ロケテスト
2018年9月28日に本作のカウントダウンサイトが開設され、同年10月4日に本作のお披露目会が行われた。発表された模様はマーベラス公式YouTubeチャンネルで生放送された。
また、同年10月19日から11月4日にかけて、3日間ずつのロケテストが全国4店舗で実施された。このうち、セガ秋葉原3号館では2018年10月19日から21日までの3日間に開催され、初日のオープニングイベントには開発プロデューサーの横山達也と、HARDCORE TANO*Cのメンバーが登壇した。また、11月9日から11日18日にかけて第2回ロケテストが実施された。
2019年6月18日のYouTube生放送で稼働日が7月18日に決定。稼働開始に先駆け、先行無料体験会が順次開催された。

## 反響
10月19日に開かれたセガ秋葉原3号館でのロケテストでは、金曜日という平日にも拘わらず、開始から30分の10時30分の時点で整理券を受け取った人の数が100人を突破した。